# Almacave
Almacave, officiellement Lamego (Almacave), est une ancienne paroisse civile portugaise (en portugais : freguesia) de la municipalité de Lamego dans le district de Viseu.
La loi no 11-A/2013 du 28 janvier 2013, portant réorganisation administrative du territoire des freguesias, fusionne Lamego (Almacave) avec la paroisse voisine de Lamego (Sé) pour former l’União das freguesias de Lamego (Almacave e Sé).